# Ерцево (станция)
Е́рцево — железнодорожная станция  в посёлке Ерцево Коношского района Архангельской области.

## Станция железной дороги
Ерцево - станция Северной железной дороги на линии Вологда - Архангельск. Станция относится к Архангельскому региону СЖД. Расстояние от Москвы: 682 км.

## История
Станция Ерцево была начальным пунктом Ерцевской железной дороги, ведущей до Совзы, и многие десятилетия на этой дороге использовалась электрожезловая система. Пассажирские поезда в лучшие годы ежедневно курсировали на участке Ерцево — Совза. Сведений о пассажирском движении на других участках нет. Проезд по линии «посторонних лиц» был запрещён. В пассажирских поездах проверяли документы. Для того, чтобы ехать дальше Давыдовской, требовался специальный пропуск, выдававшийся администрацией «Учреждения П-233».
В 1990-х годах дорога стала приходить в упадок, и после 2005 года большая часть ветки была разобрана. На данный момент по участку Ерцево-Мостовица ежедневно курсирует автомотриса.
На самой станции Ерцево было старое здание вокзала, закрытое в 2008 году, а позже и снесённое.

## Пригородное сообщение
Через эту станцию ежедневно проходят пригородные поезда сообщением Коноша II - Вожега (1 рейс в день в обе стороны) и Коноша I - Вожега (1 рейс в день в обе стороны).

## Дальнее сообщение
По состоянию на декабрь 2018 года на станции останавливаются следующие поезда дальнего следования:
| Круглогодичное обращение поездов | Круглогодичное обращение поездов | Круглогодичное обращение поездов | Круглогодичное обращение поездов |
| № поезда                         | Маршрут движения                 | № поезда                         | Маршрут движения                 |
| -------------------------------- | -------------------------------- | -------------------------------- | -------------------------------- |
| 15                               | Архангельск — Москва             | 16                               | Москва — Архангельск             |
| 77                               | Воркута — Санкт-Петербург        | 78                               | Санкт-Петербург — Воркута        |
| 97                               | Микунь — Санкт-Петербург         | 98                               | Санкт-Петербург — Микунь         |
| 115 "Поморье"                    | Северодвинск — Москва            | 116 "Поморье"                    | Москва — Северодвинск            |
| 117 "Поморье"                    | Архангельск — Москва             | 118 "Поморье"                    | Москва — Архангельск             |
| 143                              | Мурманск — Вологда               | 144                              | Вологда — Мурманск               |
| 375                              | Воркута — Москва                 | 376                              | Москва — Воркута                 |

| Сезонное обращение поездов | Сезонное обращение поездов | Сезонное обращение поездов | Сезонное обращение поездов |
| № поезда                   | Маршрут движения           | № поезда                   | Маршрут движения           |
| -------------------------- | -------------------------- | -------------------------- | -------------------------- |
| 187                        | Архангельск — Новороссийск | 188                        | Новороссийск — Архангельск |
| 261                        | Архангельск — Адлер        | 262                        | Адлер — Архангельск        |